# ロクセット
ロクセット (Roxette) は、スウェーデン・ハルムスタッド出身のバンドで、ギターとヴォーカル担当のペール・ゲッスルとヴォーカル担当のマリー・フレデリクソンからなる男女デュオ。
バンド名の由来はドクター・フィールグッドの同名曲から。

## 経歴
ペールとマリーが初めて出会ったのは1976年のことであった。ただしこの時は、お互い別々のバンドで活動をしていた。その後マリーがソロとなり、ペールのバンド「Gyllene Tider」（ユーレネ・ティーデル、スウェーデン語で「黄金時代」の意味）にゲストヴォーカリストとして参加するようになった。1985年、ペールとマリーの2人が「ロクセット」名義でシングル「ネヴァーエンディング・ラブ」("Neverending Love") をリリース。これがスウェーデンでトップ10に入るヒットとなり、続くデビューアルバム『Pearls of Passion』（1986年）によって、スウェーデン国内では人気グループの仲間入りを果たした。
続くアルバム『Look Sharp!』（1988年）に収録された「THE LOOK」が、当時スウェーデンに留学していたミネアポリス出身の学生によってアメリカに紹介され、ローカルラジオ局を中心に注目を集めるようになった。これを受けて『Look Sharp!』はアメリカで発売され、「THE LOOK」は翌年4月に全米シングルチャートで第1位を獲得。その後も「リスン・トゥ・ユア・ハート」（"Listen To Your Heart", 全米1位）、「あぶないお前」（"Dangerous", 全米2位）、映画『プリティ・ウーマン』挿入曲の「愛のぬくもり」（"It Must Have Been Love", 全米1位、年間チャートでも2位）、「ふたりのときめき」（"Joyride", 全米1位）、「消えゆく花のように」（"Fading Like A Flower (Everytime You Leave)", 全米2位）などの楽曲が相次いでヒットし、ロクセットの人気は世界的なものとなった。
2002年にマリーが脳腫瘍を患っていることが明らかになったが、その後手術は成功し、順調に回復していると公表された。
オリジナルアルバムとしては2001年の『Room Service』以降、ペールのソロ活動、マリーの健康問題などで活動休止状態が続いていたが、ロクセットのデビュー20周年に当たる2006年暮れに新曲「ワン・ウィッシュ」("One Wish") を発表した。
2009年5月、マリーとペールの二人が『Night of the Proms』ツアーに参加することが発表された。この発表の翌日、ペールがソロ公演を行っていたアムステルダムでのステージにマリーがゲストとして登場し、8年ぶりに二人での演奏を行った。『Night of the Proms』の後、ロクセットは2011年に『Charm School』、2012年に『Travelling』と続けてアルバムを発表した。
2019年12月9日、脳腫瘍で長年闘病生活を続けていたマリーが、これまでの病気に関連した合併症にて61歳で死去。翌12月10日、マリーの事務所が声明を発表して訃報を知らせた。ペールは声明で「マリーとはハルムスタッドの僕の小さなアパートで日夜一緒に過ごし、大好きな音楽を聴きながら不可能に思える夢を共有していた。最終的には、その夢を実現して分かち合えた」と追悼の意を表した。
2021年、ペールはメタリカのトリビュート・アルバム『The Metallica Blacklist』に「PGロクセット」(PG Roxette) 名義で参加し、「Nothing Else Matters」を提供した。翌2022年、PGロクセットは2枚のシングルに続いて、オリジナルアルバム『Pop-Up Dynamo!』を発表した。PGロクセットの活動について、ペールは「1980年代からずっと僕の人生はロクセットとともに回っていたし、ロクセットは今でも僕を一番刺激する存在だ。それにロクセットの音楽を愛してくれている人が世界中に何百万人もいる。だから、ロクセットの音楽を続けるのは僕にとって当然のことだ」とコメントした。
2024年5月、ペールは、新たにレナ・フィリップソンをヴォーカルに迎え、「ロクセット」名義で2025年2月 - 3月にオーストラリアでツアーを実施することを明らかにした。このニュースは、一部のファンには好意的に受け止められた一方、ロクセットはペールとマリーのバンドであると考えるファンからは反発の声も上がった。

## ディスコグラフィー

### オリジナルアルバム
- Pearls of Passion（1986年）

1997年にボーナストラック付きで再発。
- Look Sharp!（1988年）
- Joyride ふたりのときめき（1991年）
- Tourism: Songs from Studios, Stages, Hotelrooms & Other Strange Places（1992年）

ツアーでのライブ録音や、スタジオ・ツアー中のホテルの部屋・ナイトクラブといった場所で録音された曲を収録。
- Crash! Boom! Bang!（1994年）
- Have a Nice Day（1999年）
- Room Service（2001年）
- Charm School（2011年）
- Travelling（2012年）
- Good Karma（2016年）

### 企画盤
- Dance Passion（1987年）

『Pearls of Passion』のリミックス盤。
- Rarities（1995年）

ヒット曲の別テイク、ミックス違いなどを収録したもの。アジア、南米、南アフリカで発売。
- Baladas En Español（1996年）

ヒット曲にスペイン語歌詞を付けたもの。
- Don't Bore Us, Get to the Chorus! - Roxette's Greatest Hits（1995年）
- The Ballad Hits（2002年）
- The Pop Hits（2003年）
- A Collection of Roxette Hits - Their 20 Greatest Songs!（2006年）
- The Rox Box / Roxette 86-06（2006年）
- The Pop Hits & Ballad Hits & The Complete Video Collection（2008年）
- Greatest Hits（2011年）
- XXX The 30 Biggest Hits（2014年）
- The RoxBox!: A Collection of Roxette's Greatest Songs（2015年）

『The Rox Box / Roxette 86-06』に新曲を追加して再発したバージョン。
- Bag of Trix: Music from the Roxette Vaults（2020年）
- ROX RMX（2022年）

リミックス盤。

### その他
- The Heartland Café (1984年）

Gyllene Tiderがスウェーデン国内でリリースした英語アルバム。このうち6曲が、EP『Heartland』としてアメリカで発売されたが、その際の名義は「ロクセット」であった。
- Pop-Up Dynamo!（2022年）

ペールが「PG Roxette」名義で発表したアルバム（上述）。

## 日本でのテレビ出演
1991年に当時発表したアルバム『Joyride』のプロモーションに伴い、フジテレビ「MUSIC FAIR」に出演した。その際に「消えゆく花のように」をテレビ用にパフォーマンスしている。